# Felix (1988)
Felix ist ein vierteiliger deutscher Episodenspielfilm der Regisseurinnen Helma Sanders-Brahms, Helke Sander, Margarethe von Trotta und Christel Buschmann mit Ulrich Tukur in der Titelrolle.

## Handlung

### Erste Episode: “Er am Ende”
Er, das ist Felix, und „am Ende“ fühlt er sich deshalb, weil seine derzeitige Lebensabschnittsgefährtin ihn ohne Vorwarnung eines morgens beim Frühstück am Küchentisch einfach sitzen lässt und aus seiner Wohnung und seinem Leben entschwindet. Von gekränkter Eitelkeit getrieben, beschließt Felix, seinem Ego wieder auf die Beine zu helfen und reist deshalb allein ans Meer. Hier will er seinen Marktwert beim anderen Geschlecht austesten und beginnt zu flirten.

### Zweite Episode: “Muß ich aufpassen?”
Am Strand von Sylt angekommen, beginnt Felix sogleich zu überprüfen, ob er bei der Frauenwelt noch ankommt. Er lernt zwischen Dünen und Meer zwei attraktive Damen, Danuta und Gabi, kennen und startet seine Eroberungsversuche. Dabei ist er nicht ganz erfolglos, doch seine sexuellen Ausschweifungen ohne Gefühle und ohne Reue haben ihre ungeahnten Konsequenzen, die er nicht vorhergesehen hatte.

### Dritte Episode: “Eva”
Felix läuft einer jungen Frau hinterher, die sich jedoch als Fata Morgana entpuppt. Als diese ihm eine Tüte Schokoladeneis auf seinen Mantel platziert, wacht der Amour fou aus seiner Tagträumerei wieder auf. Diese neueste Eroberung heißt Eva, und mit ihr freundet Felix sich an. Beide schwelgen in einer romantischen Vorstellung von der Liebe und dem damit verbundenen Leid. Das Gespräch mit Eva zeigt dem Verlassenen nur allzu deutlich, dass er seinen Trennungsschmerz noch längst nicht überwunden hat und all seine seitdem gestarteten Aktivitäten purer Aktionismus sind.

### Vierte Episode: “Are You Lonesome Tonight?”
Felix weiß nun, dass ein massenhafter, zielloser Frauenkonsum eine verloren gegangene Liebe nicht ersetzen kann. Er kehrt nach Hamburg zurück und begibt sich auf Sauftour durch die hansestädtische Kneipenwelt rund um die Landungsbrücken. Die Ernüchterung erfolgt auf dem Fuße und ist alles andere als befriedigend für Felix, den Unglücklichen. Am Ende finden er und seine Frau, die gleichfalls eine Katharsis hinter sich gebracht hat, zueinander zurück.

## Produktionsnotizen
Felix  wurde von den vier Regisseurinnen 1986 und 1987 inszeniert und am 14. Januar 1988 uraufgeführt.
Die Tonmischung hatte Milan Bor. Heidrun Brandt übernahm die Gestaltung der Kostüme und die Ausstattung.

## Kritiken
„Helma Sanders-Brahms, Helke Sander, Margarethe von Trotta und Christel Buschmann haben ihren Film als musikalisches Rondo konzipiert. Dabei fehlt es nicht an Ironie, wenn sie sich von Episode zu Episode die Bälle zuwerfen. Denn ihr vierfacher Felix … ist freilich kein Supermann, weder Softi noch böser Chauvi. Einfach ein Mann mit Schwächen und Stärken, der aus seiner Männerhaut nicht rauskann: Es fällt ihm schwer seine Rolle in einer Welt zu finden, die anders als Papas Gesellschaft von anno Tobak funktioniert.“

„Halbintellektuell, teils emotional konstruierter Episodenfilm von vier Regisseurinnen mit einem Mann in der Hauptrolle. Auf Grund der Anlage und der schauspielerischen Begabung unterhaltsam, doch als Komödie zu wenig leichthändig und ohne hintergründige Ironie inszeniert.“